# Brachyglottis adamsii
Brachyglottis adamsii là một loài thực vật có hoa trong họ Cúc. Loài này được (Cheeseman) B.Nord. mô tả khoa học đầu tiên năm 1978.